# Espanha no século XVII
A Espanha dos Habsburgos estava no auge de seu poder e influência cultural no início do século XVII, mas as dificuldades militares, políticas e econômicas já eram discutidas na Espanha. Nas décadas seguintes, essas dificuldades aumentaram e viram a França tomar gradualmente o lugar da Espanha como principal potência da Europa ao longo da segunda metade do século. Muitos fatores diferentes, incluindo a natureza política descentralizada da Espanha, a tributação ineficiente, uma sucessão de reis fracos, lutas pelo poder na corte espanhola e uma tendência para se concentrar nas colónias americanas em vez da economia interna de Espanha, todos contribuíram para o declínio dos Habsburgos no governo da Espanha.
O final do século também trouxe o fim do domínio dos Habsburgos. O século XVIII começou com a Guerra da Sucessão Espanhola, que terminou com o estabelecimento da Dinastia Bourbon na Espanha.

## Antecedentes: Espanha de 1469 até o reinado de Filipe II
Em 1469, Fernando II de Aragão e Isabel I de Castela uniram as Coroas de Aragão e Castela em uma, criando o primeiro estado espanhol moderno. Embora isso garantisse que os futuros governantes espanhóis governariam Aragão e Castela, ambas as regiões tinham a sua própria administração e sistemas jurídicos. Além disso, Aragão foi dividido em Aragão propriamente dito, Valência e Catalunha. Cada um tinha com suas próprias instituições, costumes e identidade regional. Como Fernando e Isabel sobreviveram ao seu único filho que superou a infância, eles foram sucedidos por seu neto, Carlos I após a morte de Fernando em 1516. Tendo nascido no Condado da Flandres e não sendo falante nativo de espanhol, Carlos nunca foi completamente assimilado pela sociedade espanhola. Como Sacro Imperador Romano, teve que governar dois impérios ao mesmo tempo. Sabendo que era muito difícil para uma pessoa governar todos os seus domínios, Carlos deu o Sacro Império Romano para seu irmão mais novo Fernando I e o Império Espanhol ao seu filho, Filipe II.
Embora o Império Espanhol estivesse no auge do seu poder sob Filipe II, uma série de fatores prenunciaram o seu declínio eventual e gradual. Houve uma revolta na Holanda que começou em 1568 e durou o resto do reinado de Filipe. Além disso, os mouriscos da Andaluzia rebelaram-se em 1570 contra a imposição da língua e dos costumes espanhóis determinada pelo rei. Filipe esteve em guerra com a república holandesa, a França e a Inglaterra durante os últimos 10 anos de seu reinado. Essas e outras guerras e dificuldades na manutenção do vasto Império Espanhol levaram a quatro falências durante o seu reinado.

## Reinado de Filipe III (1598–1621)

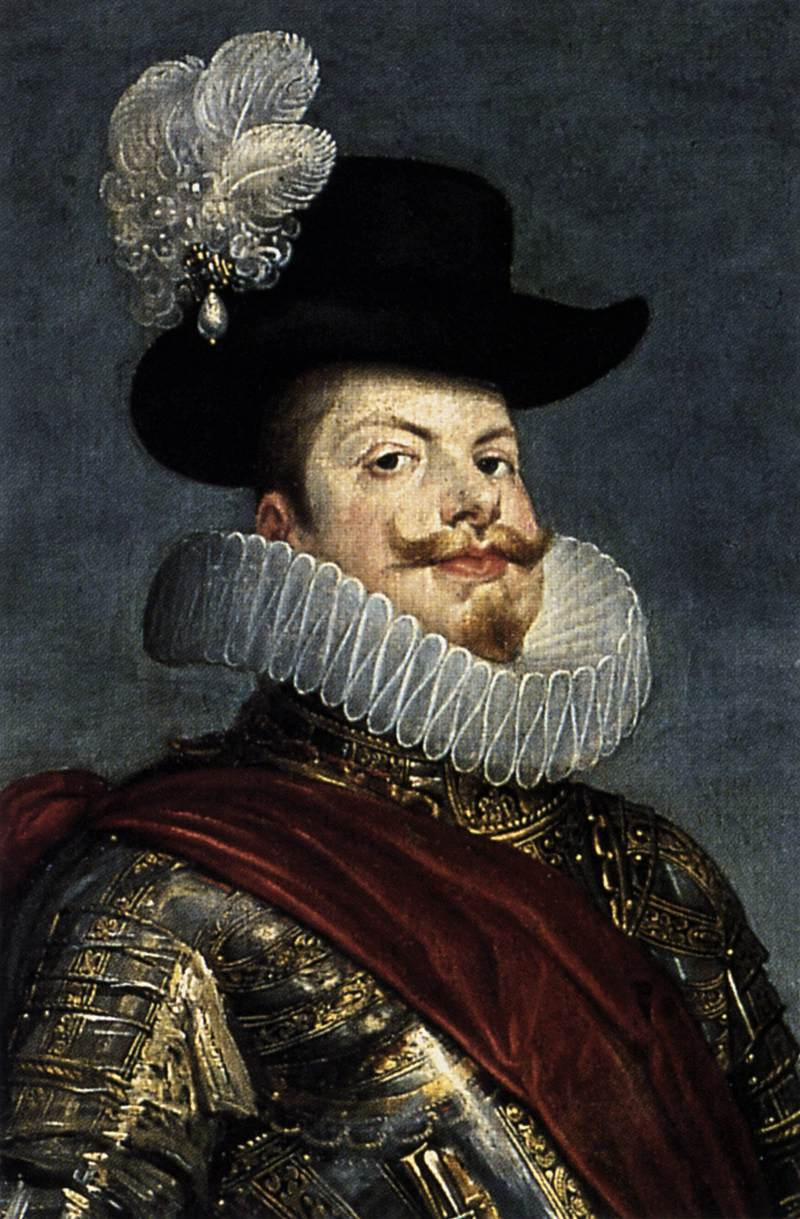
Filipe III da Espanha

Sinais de que a Espanha estava em declínio tornaram-se visíveis durante o reinado de Filipe III. Ao longo desse reinado, a moeda principal foi uma moeda à base de cobre chamada vellon, que foi cunhada em resposta à queda nas importações de prata. Ironicamente, o cobre necessário para fazer o vellon foi comprado em Amsterdã com prata. As importações de barras de prata das Américas caíram pela metade durante o reinado de Filipe III. Em 1599, um ano depois dele assumir o trono, uma peste bubônica matou cerca de meio milhão de pessoas (1/10 da população espanhola da época).

## Reinado de Filipe IV (1621–1665)

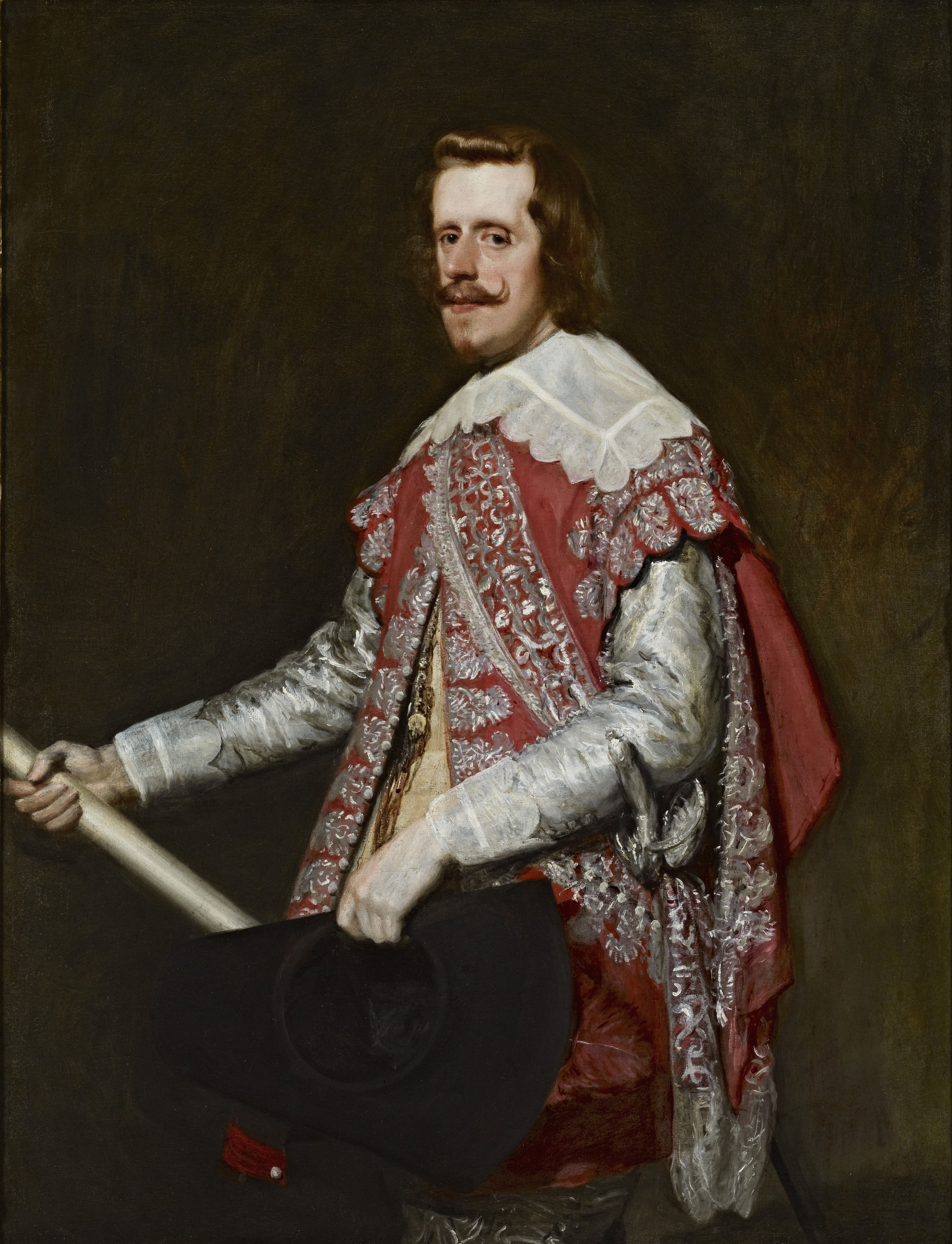
Filipe IV da Espanha

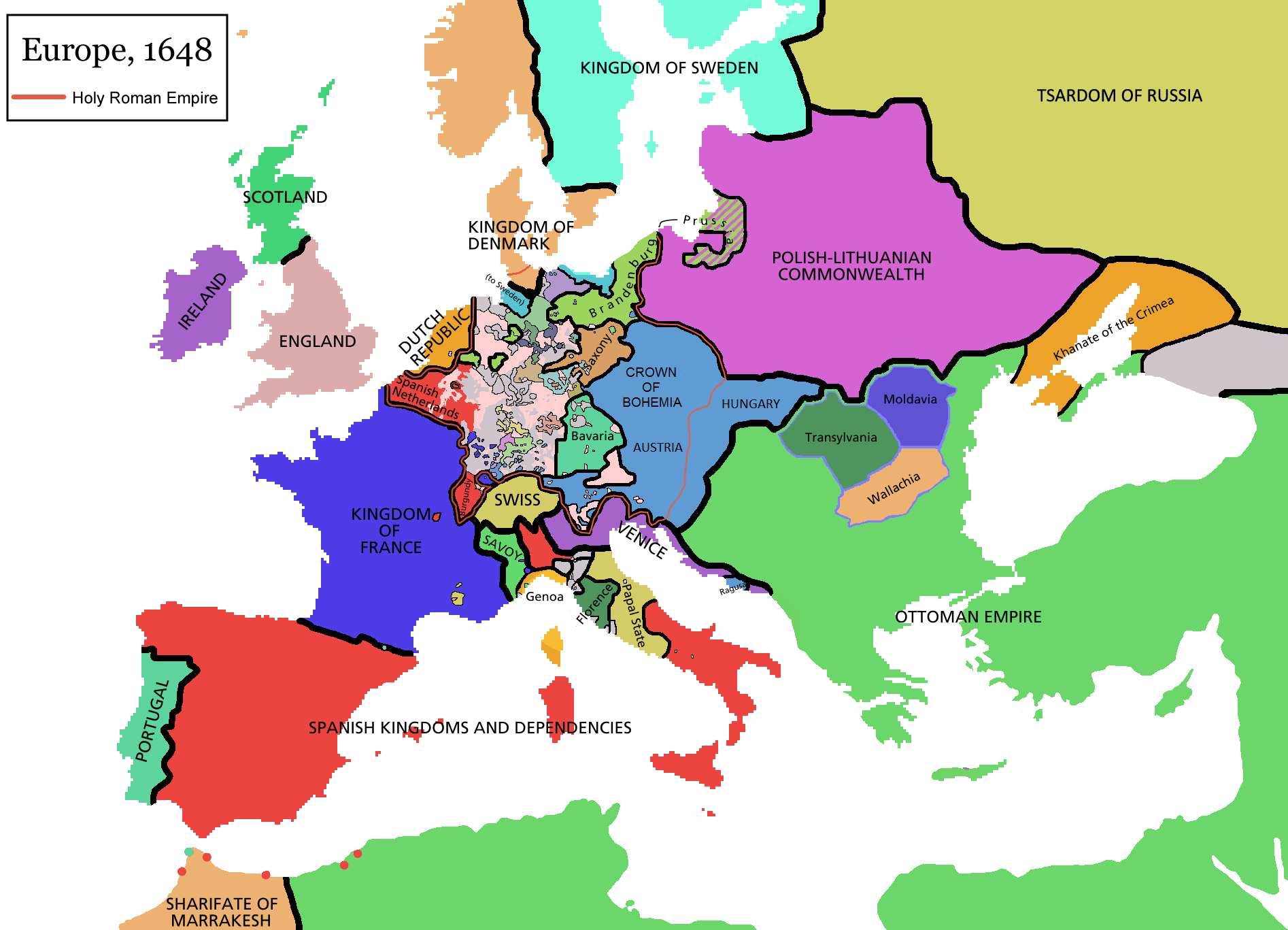
Europa depois da Paz de Vestfália, 1648

O pai de Filipe IV já passou adiante um reino em declínio. Ele não era competente o suficiente para dar o tipo de orientação clara que a Espanha precisava. A responsabilidade passou para conselheiros aristocráticos. Gaspar de Guzmán, Conde-Duque de Olivares tentou e falhou em estabelecer a administração centralizada que seu contemporâneo, o Cardeal Richelieu, havia introduzido na França. Sob as imensas pressões da Guerra dos Trinta Anos, Olivares tentou centralizar burocraticamente a administração e extrair mais impostos por meio da União de Armas. A Catalunha se revoltou e foi virtualmente anexada pela França. Portugal reafirmou a sua independência em 1640, com a Guerra da Restauração desencadeada por João IV de Portugal, pretendente de Bragança ao trono espanhol. Foi feita, ainda, uma tentativa de separar a Andaluzia da Espanha. As forças espanholas recuperaram Nápoles e a maior parte da Catalunha do controle francês, mas Portugal foi perdido permanentemente. Em 1648, na Paz de Vestfália, a Espanha concordou com a acomodação do imperador com os protestantes alemães e, em 1654, reconheceu a independência do norte dos Países Baixos.

## Reinado de Carlos II (1665–1700)
Durante a longa regência ocorrida no reinado de Carlos II, o último dos Habsburgos espanhóis, os validos sangraram o tesouro da Espanha e o governo funcionou principalmente como um distribuidor de patrocínios. A peste, a fome, as inundações, a seca e a nova guerra com a França devastaram o país. A Paz dos Pireneus, em 1659, encerrou cinquenta anos de guerra com a França, que alcançou alguns ganhos territoriais menores às custas da Coroa espanhola. Como parte do acordo de paz, a infanta espanhola Maria Teresa tornou-se esposa de Luís XIV. No entanto, Luís XIV achou grande demais a tentação de explorar uma Espanha enfraquecida. Usando o fracasso da Espanha em pagar seu dote como pretexto, Luís instigou a Guerra de Devolução (1667-68) para adquirir os Países Baixos espanhóis em vez do dote. A maioria das potências europeias esteve envolvida nas guerras que Luís travou na Holanda.

## Sociedade espanhola durante o século XVII

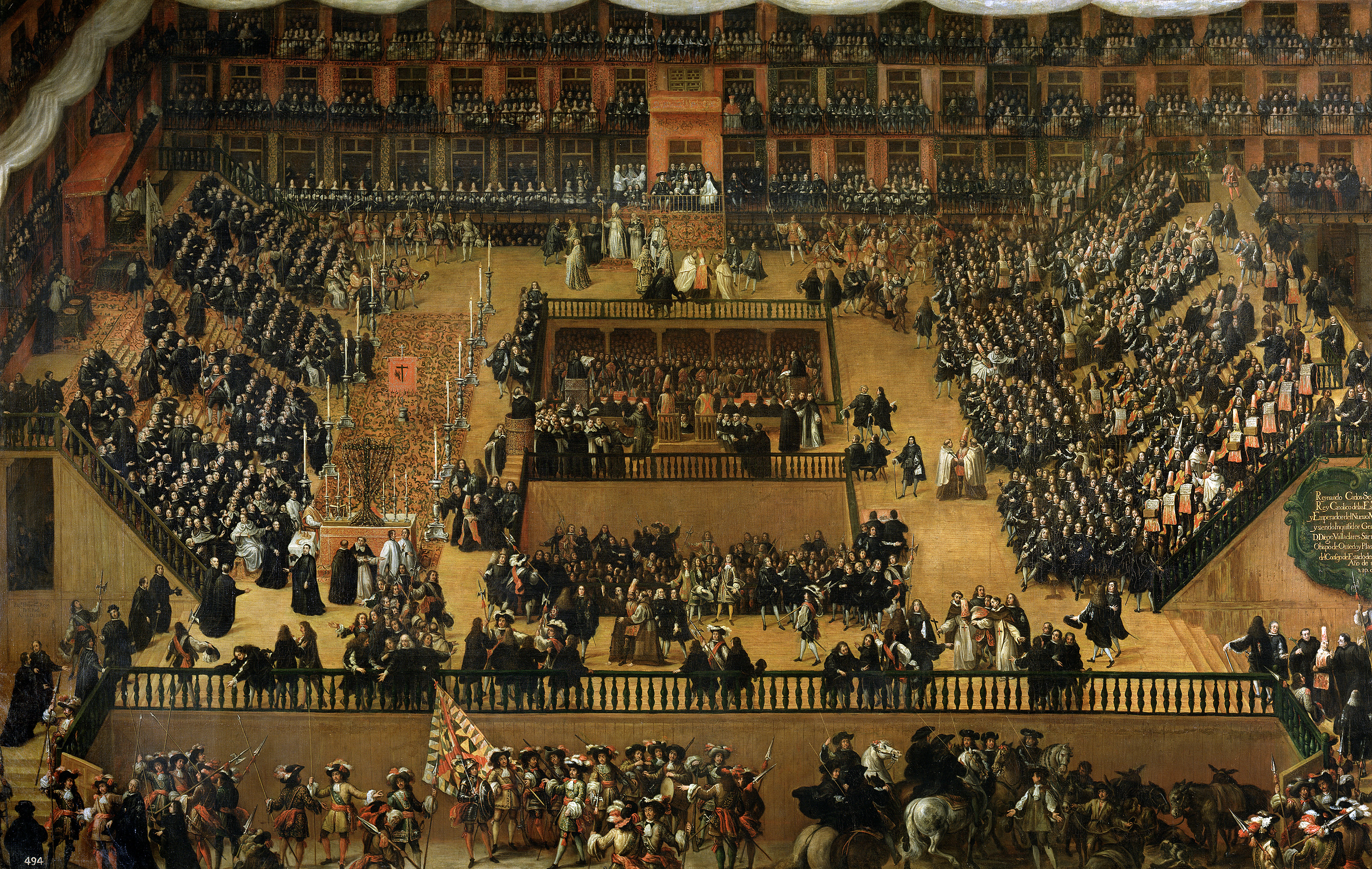
Auto de fé da Inquisição espanhola realizado na Plaza Mayor de Madrid, em 1680

A sociedade espanhola do século XVII era extremamente desigual. A nobreza, sendo mais rica que as pessoas comuns, também tinha o privilégio de estar isenta de impostos. A sociedade espanhola associava o estatuto social ao lazer e, portanto, o trabalho era indigno para os nobres. Até mesmo comerciantes ricos investiram em terras, títulos e juros. Duas carreiras aceitáveis para a nobreza eram a igreja e a educação. Em 1620, havia 100.000 espanhóis no clero. No final do século XVII, eram 150.000. Muitos espanhóis passaram longos anos nas universidades, aproveitando o aumento do número dessas instituições. Em 1660, havia cerca de 200.000 espanhóis no clero e a Igreja possuía 20% de todas as terras do país.

## Situação econômica na Espanha durante o século XVII
Comentaristas espanhóis conhecidos como arbitristass propuseram uma série de medidas para reverter o declínio da economia espanhola, mas tiveram pouco efeito. O desprezo aristocrático pelo comércio foi reforçado pela sua associação com judeus convertidos e mouriscos, que eram vistos com desconfiança pela população espanhola em geral devido à sua origem judaica ou muçulmana. Mais importante ainda, muitos arbitristas acreditavam que o influxo de prata das minas americanas era a causa da inflação que prejudicou as manufaturas espanholas. Uma revolução dos preços europeia foi primeiro alimentada pela prata da Europa Central, mas depois pela prata das minas hispano-americanas. A crescente dependência de Espanha dos recursos do Novo Mundo ao longo do último século reduziu os incentivos para desenvolver ou estimular a produção interna e para criar uma burocracia fiscal mais eficiente. Em vez disso, as despesas operacionais foram cobertas por fundos de empréstimos, como o acordo dos negros. Isso era insustentável e os reis espanhóis foram forçados a declarar sua inadimplência nove vezes entre 1557 e 1666. Outro fator interno proeminente foi a dependência da economia espanhola da exportação da luxuosa lã Merino, cuja procura foi substituída por têxteis mais baratos provenientes de Inglaterra e dos Países Baixos. A dependência das receitas provenientes dos recursos obtidos no Novo Mundo e na lã Merino não era sustentável e, em última análise, a economia estagnou.